# كوينسل
كوينسل (بلغة دزونكا: ཀུན་གསལ།) هي الصحيفة الوطنية لمملكة بوتان. كانت الصحيفة المحلية الوحيدة المتاحة في بوتان حتى عام 2006.
تُصدر كوينسل بطبعتين بلغة دزونكا (اللغة الوطنية) واللغة الإنجليزية،
ويبلغ متوسط عدد قرائها 130،000 قارئ أسبوعيًا.